# Епархия Вонджу
 Епархия Вонджу (лат. Dioecesis Voniuensis) — епархия Римско-Католической церкви с центром в городе Вонджу, Южная Корея. Епархия Вонджу входит в митрополию Сеула.

## История
22 марта 1965 года Римский папа Павел VI выпустил буллу Fidei propagandae, которой учредил епархию Вонджу, выделив её из епархии Чхунчхона.
29 мая 1969 года епархия Вонджу передала часть своей территории для возведения новой епархии Андона.

## Ординарии епархии
- епископ Даниель Чи Хак Сун (22.03.1965 — 12.03.1993);
- епископ Якопо Ким Джи Сок (12.03.1993 — по настоящее время).